# Orocharis gaumeri
Orocharis gaumeri är en insektsart som beskrevs av Henri Saussure 1897. Orocharis gaumeri ingår i släktet Orocharis och familjen syrsor. Inga underarter finns listade i Catalogue of Life.